# Nyilas István (labdarúgó)
Nyilas István (1888. – ?) válogatott labdarúgó, csatár, jobbösszekötő.

## Pályafutása

### Klubcsapatban
A Törekvés labdarúgója volt, amellyel két bajnoki bronzérmet nyert. Jó technikai felkészültségű játékos volt, átlagon felüli képességekkel az összjátékban. Egy súlyos térdsérülés miatt kénytelen volt befejezni az aktív sportolást.

### A válogatottban
1909-ben egy alkalommal szerepelt a válogatottban.

## Sikerei, díjai
- Magyar bajnokság
  - 3.: 1910–11, 1913–14

## Statisztika

### Mérkőzése a válogatottban
| Magyarország | Magyarország    | Magyarország               | Magyarország | Magyarország | Magyarország | Magyarország | Magyarország | Magyarország |
| #            | Dátum           | Helyszín                   | Hazai        | Eredmény     | Vendég       | Kiírás       | Gólok        | Esemény      |
| ------------ | --------------- | -------------------------- | ------------ | ------------ | ------------ | ------------ | ------------ | ------------ |
| 1.           | 1909. május 29. | Budapest, Millenáris-pálya | Magyarország | 2 – 4        | Anglia       | barátságos   | -            |              |
|              | Összesen        |                            |              | 1            | mérkőzés     |              | 0            | gól          |